# イルファン・ファンディ
イルファン・ファンディ（Irfan Fandi、1997年8月13日 - ）は、シンガポール出身の同国代表サッカー選手。ポートFC所属。ポジションはセンターバック、守備的ミッドフィールダー、ストライカー。

## 来歴
イルファンはシンガポール国立フットボールアカデミーで選手としてのキャリアをスタートさせる。イルファンは2013年にはGoal.comの「Goal.com's Top 20 Southeast Asian Rising Stars」に、2014年には英ガーディアンの「Next Generation 2014: 40 of the best young talents in world footbal」に、それぞれ選出されている。
2013年、イルファンと弟のイクサンはスペインのエルクレスCF（当時セグンダ・ディビシオン）のトライアルを受けたが正式契約には至らなかった。同年末、兄弟はチリのACバルネチェアのアカデミーと2年契約を結び、2014年からはウニベルシダ・カトリカのアカデミーで過ごした。イルファンはウニベルシダ・カトリカのトップチームに昇格して1試合出場し、南米でプレーした初のシンガポール人選手となった。しかし、ナショナル・サービス服務のためにシンガポールに帰国することになり、クラブから提示された2年契約は断った（その後SPFに配属）。
2015年3月5日、ヤング・ライオンズと契約。そのわずか数時間後に開催されたタンピネス・ローバースとの試合で先発出場してSリーグデビューを果たした。イルファンは元々ストライカーとしてプレーしていたが、この時はシャーキル・ハムザの負傷のために急遽センターバックにコンバートされての出場であった。
2016年、ホーム・ユナイテッドに移籍。ほどなくして弟のイクサンも同クラブに加入。この時期にイルファンはストライカーからセンターバックに本格的にコンバートされる。
SPFでのナショナル・サービス服務を終えた2018年、ヤング・ライオンズに復帰。この年、イルファンはFCフローニンゲン（イクサンとともに）やSCブラガのトライアルを受けたが、いずれも契約には至らなかった。
2018年11月、タイ・リーグ2への降格が決まったバンコク・グラスFC（翌年BGパトゥム・ユナイテッドFCに改名）に来季加入することが発表された。
2024年6月17日、ポートFCに移籍した。

### 代表
2015年2月14日、U-22日本代表との試合でシンガポールU-23代表デビューを果たし、試合には大敗するもののイルファン自身は78分にゴールを決める。2015 SEAゲームズにも出場した。
2016年9月、シンガポール代表に初招集され、10月11日の香港との国際親善試合でA代表デビューを果たした。

## 私生活
父親はFCフローニンゲンでプレーしていたファンディ・アマド、母親は南アフリカ共和国出身のモデル、ウェンディ・ジェイコブス。弟のイクサンもシンガポール代表サッカー選手である。